# 屈原 (电视剧)
屈原，是1999年由中國湖南电视台製作一共20集的電視古裝連續劇，描写了战国时期屈原的故事。取材包括《史记·屈原列传》和郭沫若编剧的话剧《屈原》，主演是蒋恺、谭非翎、王姬、陈思思、武利平、修庆。

## 演員表
- 屈原 蒋恺 飾
- 楚怀王 谭非翎 飾
- 南后郑袖 王姬 飾
- 宋玉 修庆 飾
- 景差 张亚坤 飾
- 杜若子（魏美人） 陈思思 飾
- 紫珍（屈原的妻子） 姚嘉 飾
- 女鬚（屈原的姐姐） 许娣 飾
- 婵娟 关垚淼 飾
- 蒙优 武利平 飾
- 屈丐 修革 飾
- 司昭（也称司马） 安基 飾
- 靳尚 丛培信 飾
- 子椒 赵世基 飾
- 郑詹（太卜郑詹尹） 吴宏厚 飾
- 郑宏 刘昌伟 飾
- 莫敖 敖文斌 飾
- 唐眜 王音 飾
- 陈轸 张天舒 飾
- 子兰 巩利峰 飾
- 庄蝶（莊蹻的妹妹） 霍思燕 飾
- 齐宣王 张山 飾
- 孟尝君 杨立山 飾
- 孟轲 赵顺增 飾
- 秦惠文王 江化霖 飾
- 秦惠王妃 马秋萍 飾
- 张仪 舒耀暄 飾
- 白起 王剑宏 飾
- 靳亮 赵松 飾
- 登徒子 李鸣 飾
- 熊横 赵毅 飾